# Copăceni (Vâlcea)
Copăceni è un comune della Romania di 2 929 abitanti, ubicato nel distretto di Vâlcea, nella regione storica dell'Oltenia.
Il comune è formato dall'unione di 6 villaggi: Bălteni, Bondoci, Copăceni, Hotarasa, Ulmetu, Vețelu.